# Martha Swope
Martha Joan Swope (Tyler, 22 febbraio 1928 – New York, 12 gennaio 2017) è stata una fotografa statunitense. Nota soprattutto per le sue fotografie di scena di numerosi allestimenti di balletti al Lincoln Center e musical e opere di prosa a Broadway, nel 2003 fu premiata con uno speciale Tony Award alla carriera.

## Biografia
Dopo gli studi alla Baylor University in Texas, negli anni cinquanta studiò danza presso la School of American Ballet. Dopo aver rinunciato alla carriera da ballerina, nel 1957 iniziò la sua attività di fotografa quando Jerome Robbins le chiese di documentare le prove della produzione originale di West Side Story. 
Visti i risultati apprezzabili, il Lincoln Center la ingaggiò come fotografa ufficiale degli allestimenti del New York City Ballet; grazie a questa attività ebbe moto di immortalare numerose figure di spicco del panorama teatrale newyorchese, tra cui George Balanchine, Michael Bennett, Joe Papp e David Merrick. Nel corso della sua carriera, conclusasi nel 1994, documentò oltre ottoncento messe in scena di balletti, opere di prosa, opere liriche e musical. I suoi scatti sono apparsi su riviste e quotidiani di alto profilo come Life e il The New York Times. Nel 2010 donò il suo archivio di circa un milione e mezzo di fotografie alla New York Public Library for the Performing Arts del Lincoln Center.
Dopo aver sofferto a lungo della malattia di Parkinson, Martha Swope morì nel 2017 all'età di ottantotto anni.